# Virginia Slims of Dallas 1977
Il Virginia Slims of Dallas 1977 è stato un torneo di tennis giocato sul sintetico indoor. È stata la 6ª edizione del torneo, che fa parte del WTA Tour 1977. Si è giocato al Moody Coliseum di Dallas negli USA dal 7 al 13 marzo 1977.

## Campionesse

### Singolare
Sue Barker ha battuto in finale  Terry Holladay con il punteggio di 6–1, 7–6(4)

### Doppio
Martina Navrátilová /  Betty Stöve hanno battuto in finale  Kerry Reid /  Greer Stevens con il punteggio di 6–2, 6–4